# Instant Payment Notification
Instant Payment Notification (IPN) ist eine Methode für Online-Händler, um automatisch Käufe und andere Server-to-Server-Kommunikation in Echtzeit zu verfolgen. Dies gibt E-Commerce-Systemen die Möglichkeit, Zahlungsverkehr, Auftragsinformationen und sonstige Verträge intern zu speichern. IPN-Nachrichten können erfolgreiche und fehlgeschlagene Zahlungen, Transaktionsstatusänderungen, Buchhaltungsinformationen und viele andere Informationen abhängig vom Payment Gateway darstellen.

## Funktionsweise
Wenn ein E-Commerce-System eine Ressource von einem Payment Gateway anfordert, wie eine neue Rechnung für Waren, muss die Anforderung einen URL-Endpunkt enthalten, der ein Skript oder Programm darstellt, um Rückmeldungen zu behandeln. IPN-Nachrichten werden dann per http-POST an das E-Commerce-System des Händlers gesendet, da die Ressource vom Gateway aktualisiert wird. Der IPN-Handler führt in der Regel Standard-Aktionen wie die Validierung der Nachricht, die Aktualisierung der Lagerbestände im E-Commerce-System, die Benachrichtigung der Kunden über erfolgreiche oder fehlgeschlagene Zahlungen usw. aus. Je nach Geschäftsanforderungen des Einzelhändlers und dem Sophistizierungsgrad der E-Commerce-Software können einige oder alle IPN-Nachrichten verarbeitet oder ignoriert werden.
Server-seitige Skriptsprachen wie PHP und ASP, die die meisten E-Commerce-Systeme nutzen, sind ereignisgesteuert und unterscheiden nicht zwischen einem vom Benutzer generierten Ereignis oder einem vom Computer generierten Ereignis. Mit dieser Tatsache erleichtern IPN-Nachrichten die Koordination der Auftragsstatusänderungen zwischen dem E-Commerce-System und dem Payment Gateway, das die Bestellung abwickelt.